# Rosemary Harris
Rosemary Ann Harris (Ashby, Suffolk, 19 de setembro de 1927) é uma atriz inglesa conhecida pela personagem Tia May da série de filmes Homem Aranha. Foi indicada ao Oscar de melhor atriz coadjuvante em 1995 por Tom & Viv.

## Carreira
No início de sua carreira, ela ganhou experiência em inglês teatro de repertório (em 1948, ela atuou em Kiss and Tell em Eastbourne com Tilsa Page e John Clark) antes do treinamento na RADA.[Carece de fontes]
Ela apareceu pela primeira vez em Nova York em 1951, em Clima Moss Hart do Éden, e depois voltou para a Inglaterra para sua estreia no West End em O Pecado Mora ao Lado, que decorreu durante um ano no Aldwich. Ela então entrou em um período clássico atuando em produções com a Bristol Old Vic e, em seguida, o Old Vic. 
Seu primeiro filme seguido, Beau Brummel, com Stewart Granger e Elizabeth Taylor, e depois de uma temporada em turnê com o The Old Vic trouxe de volta à Broadway na produção de Tyrone Guthrie de Troilus e Cressida. Ela conheceu Ellis Rabb que tinha planos para iniciar sua própria empresa produzir na Broadway. Em 1959, a Associação de Produtores de Artista (APA) foi criada, e ela e Rabb se casaram em dezembro do mesmo ano. 
Em 1962, ela voltou para a Inglaterra e Chichester Festival Theatre durante a sua temporada de estreia, quando o diretor foi Laurence Olivier, ela apareceu como Elena, em célebre Olivier de produção Chichester 1962-63 de Uncle Vanya.
Em 1964, ela foi para Peter O Ophelia. 'Hamlet Toole na produção inaugural do Royal National Theatre of Great Britain.
De volta a Nova York, trabalhou ainda com a APA, e, em seguida, foi escalado como Eleanor da Aquitânia em The Lion in Winter, um desempenho que lhe rendeu um Tony Award em 1966. Rabb dirigiu uma última vez como Natasha de Guerra e Paz em 1967, mesmo ano em que concordou em divórcio. Um pouco mais tarde, Harris se casou com o escritor americano John Ehle. Eles se estabeleceram em Winston-Salem, Carolina do Norte, onde sua filha, Jennifer, nasceu em 1969. Jennifer Ehle seguiu os passos de sua mãe, tornando-se um famoso cinema, televisão e atriz da Broadway. Ehle e Harris jogou as encarnações jovens e idosos, respectivamente, do mesmo personagem em Sunshine István Szabó do filme, sobre uma família húngaro-judaica, bem como jogar o Calypso jovens e idosos na adaptação de The Lawn Camomila por Mary Wesley.[Carece de fontes]
Ela apareceu no elenco rotativo da Off-Broadway leitura encenada de Wit & Wisdom.[Carece de fontes]
Em 2007, ela recebeu o Prêmio de North Carolina para artes plásticas. Seu marido, John Ehle, ganhou o mesmo prêmio em 1972 para a literatura. 
Em 2002, ela apareceu como a tia May Parker na primeira adaptação cinematográfica do Homem-Aranha, reprisando o papel nas continuações do Homem-Aranha 2 (2004) e Homem-Aranha 3 (2007).

### Filmografia
- This Means War (2012)
- Is Anybody There? (2009)
- Before the Devil Knows You're Dead (2007)
- Spider-Man 3 (2007)
- Being Julia (2004)
- Spider-Man 2 (2004)
- Spider-Man (2002)
- Blow Dry (2001)
- The Gift (2000)
- My Life So Far (1999)
- Sunshine (1999)
- Hamlet (1996)
- Looking for Richard (1996)
- Death of a Salesman (1996)
- Tom & Viv (1994)
- The Bridge (1992)
- The Delinquents (1989)
- Crossing Delancey (1988)
- The Chisholms (1979-1980)
- The Boys from Brazil (1978)
- Holocaust (1978)
- Notorious Woman (BBC)
- A Flea in Her Ear (1968)
- Beau Brummell (1954)